# Maxillariella robusta
Maxillariella robusta är en orkidéart som först beskrevs av João Barbosa Rodrigues, och fick sitt nu gällande namn av Mario Alberto Blanco och Germán Carnevali. Maxillariella robusta ingår i släktet Maxillariella och familjen orkidéer. Inga underarter finns listade i Catalogue of Life.